# ЛСП (группа)
«ЛСП» — белорусская музыкальная группа. Коллектив основали два участника — Олег Савченко (Олег ЛСП) и Роман Сащеко (Рома Англичанин). Аббревиатура ЛСП произошла от английской аббревиатуры "Lil’ Stupid Pig", что означает "маленькая глупая свинья".

## История
Группа была сформирована после начала совместной работы Олега и Романа, где второй занимал роль саунд-продюсера и второго исполнителя. До основания коллектива Англичанин уже принимал участие в создании релизов Савченко, а именно — был ответственен за общий контроль сведения его мини-альбома «Видеть цветные сны», релиз которого состоялся 16 сентября 2011 года. Совместная работа в формате группы официально началась 24 мая 2012 года, после выпуска сингла «Номера».
30 июля 2017 года из жизни ушёл второй участник коллектива Рома Англичанин и таким образом в группе остался всего один участник — Олег. За время их совместной работы были выпущены три пластинки: «Виселицца» (2014), Magic City (2015) и Tragic City (2017).
10 сентября 2017 появилась информация о том, что состав группы пополнили два новых участника — Den Hawk и Пётр Клюев.

## Дискография
Дискография группы «ЛСП» начинается с 2012 года. До этого года дискография в основной статье относится только к сольному творчеству артиста Олега ЛСП.

### Студийные альбомы
- ЁП (2014)
- Виселицца (2014)
- Magic City (2015)
- Tragic City (2017)
- Свиное рыло (2020)
- One More City (2020)
- Несчастные люди (2023)

### Мини-альбомы
- 2015 — Romantic Colegtion
- 2016 — «Кондитерская» (совместно с Pharaoh)